# Alexandru Mateiu
Alexandru Mateiu (* 10. Dezember 1989 in Brașov) ist ein rumänischer Fußballspieler. Er steht seit Sommer 2014 bei CS Universitatea Craiova unter Vertrag.

## Karriere
Die Karriere von Mateiu begann im Jahr 2007, als er in die erste Mannschaft des FC Brașov kam, die seinerzeit in der Liga II spielte. In den ersten Spielzeiten kam er nur selten zum Zuge und hatte somit geringen Anteil am Aufstieg in die Liga 1. Beginnend mit der Rückrunde 2011/12 häuften sich eine Einsätze und er konnte sich als Stammspieler im zentralen Mittelfeld etablieren. Nachdem er sich mit seiner Mannschaft zunächst meist im Mittelfeld der Liga platziert hatte, geriet das Team in der Saison 2013/14 in Abstiegsgefahr und hielt nur durch den Lizenzentzug des FC Vaslui die Klasse. Mateiu verließ seine Heimatstadt zu Aufsteiger CS Universitatea Craiova.

## Nationalmannschaft
Im Mai 2014 berief Nationaltrainer Victor Pițurcă Mateiu erstmals in den Kreis der rumänischen Nationalmannschaft. Im Freundschaftsspiel gegen Albanien bestritt er sein erstes Länderspiel, als er in der 89. Minute für Doru Pintilii eingewechselt wurde.

## Erfolge
FC Brașov
- Aufstieg in die Liga 1: 2007/08

Universitatea Craiova
- Rumänischer Pokalsieger: 2017/18, 2020/21